# Aquae Sulis

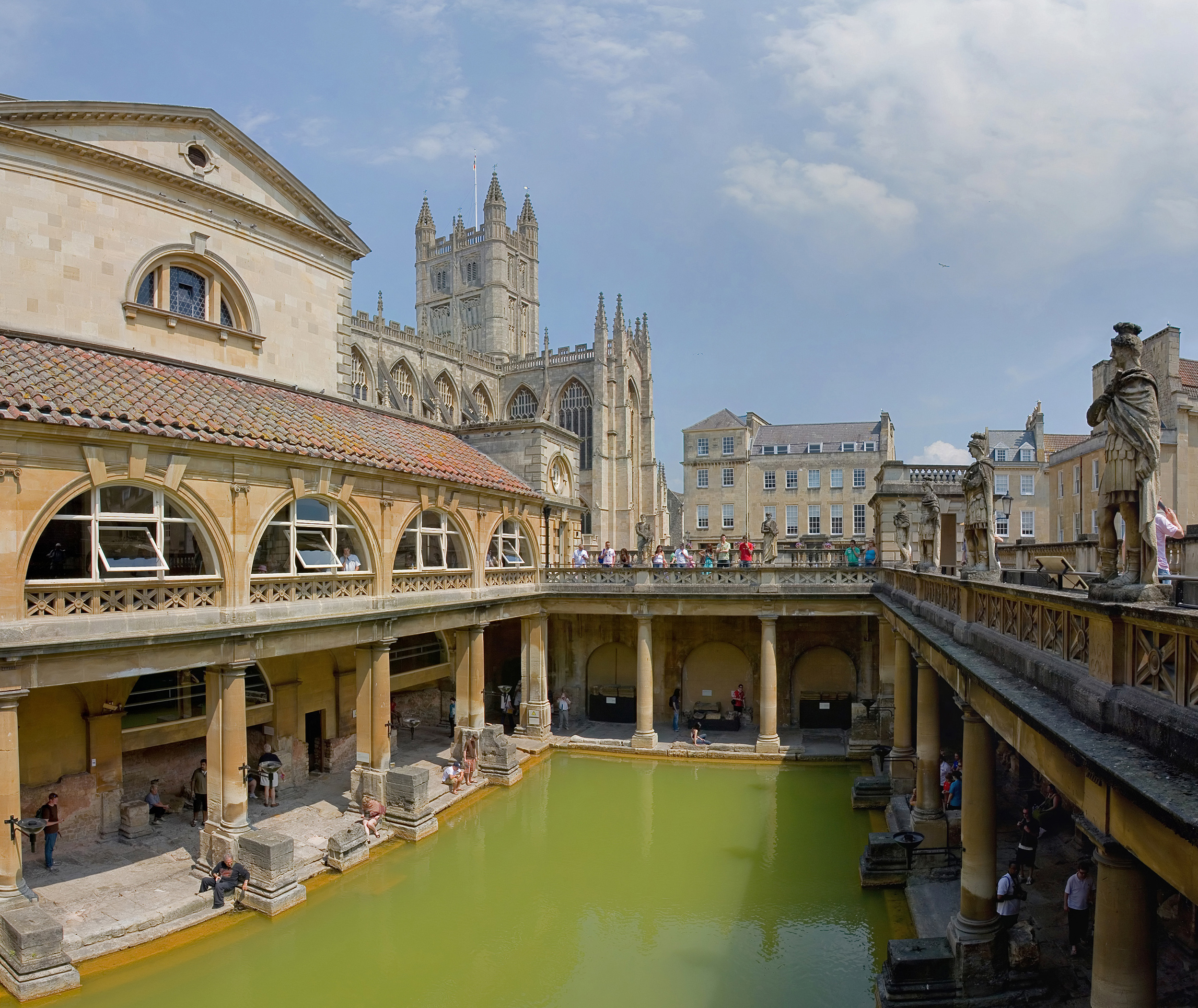
Das Bad mit dem Becken aus römischer Zeit

Aquae Sulis war eine römische Stadt in der Provinz Britannia (Britannien) an der Stelle des heutigen Bath in der Grafschaft Somerset, England. Der Ort gelangte vor allem wegen seiner heißen Quellen und eines damit verbundenen Heiligtums der Göttin Sulis zu überregionaler Bedeutung. Bei Ausgrabungen konnten Teile der römischen Thermen und der Tempelbezirk der Sulis freigelegt werden. Sie gehören zu den am besten dokumentierten Bauten im römischen Britannien.

## Der Name
Der Ort erscheint mit verschiedenen Namen in antiken Quellen. Ptolemaius nennt drei Orte im Gebiet der Belgae, in dem der Ort lag; darunter befindet sich Aquae Calidae (Kurort der heißen Quellen), bei dem es sich um Bath handeln muss. Daneben nennt er noch Venta, den Hauptort der Civitas und einen bisher nicht identifizierten Ort mit dem Namen Iscalis. In der Itinerarium Antonini wird die Stadt Aquis Solis genannt. Hier handelt es sich wahrscheinlich um eine Verschreibung von Aquae Sulis (Kurort der Göttin Sulis).

## Lage
Aquae Sulis lag im Tal des Avon an der Stelle, wo der Fluss durch die Cotswold-Berge austritt. Die Stadt liegt auf einer kleinen Landzunge, die an drei Seiten vom Fluss umgeben ist, der hier eine Schleife bildet. Durch die Landzunge befindet sich hier eine Art Plateau, während im Norden und Süden die Berge der Region recht stark ansteigen. Auf der Landzunge finden sich drei heiße Quellen, die einzigen auf den britischen Inseln. Bei Aquae Sulis mündet auch der Fosse Way, eine wichtige Straße über den Avon. Eine weitere Straße führt zur Gegend von Poole Harbour.

## Geschichte
Es ist nicht bekannt, ob die Quellen schon in vorrömischer Zeit genutzt wurden, da die Quellen von den Römern so stark überbaut wurden, dass alle eventuellen Reste vollständig verschwunden sind. Das Gebiet, in der die Stadt liegt, kam in den Jahren 44 bis 45 n. Chr. unter römische Herrschaft. 47 n. Chr. wurde unter dem Befehl von Aulus Plautius westlich der Stadt die Grenze am späteren Fosse Way festgelegt. An der Grenze wurden Kastelle errichtet. Ein solches ist bei Bath zu erwarten, jedoch bisher nicht sicher identifiziert worden. Es gibt aus Aquae Sulis jedoch Grabsteine von Soldaten der Legio XX, die vielleicht vor 60 n. Chr. einzuordnen sind. Auf ihnen wird die Legion nicht als Valeria Victrix betitelt, was eine Datierung vor dem Boudicca-Aufstand andeutet, da sie ihren Beinamen wahrscheinlich wegen ihrer Verdienste dort erhielt. Doch mag dies auch andere Gründe haben.
Mit Sicherheit erlebte der Ort unter den flavischen Kaisern einen bedeutenden Aufschwung. Das Bad im Zentrum der Stadt, der Tempelbezirk der Sulis Minerva und vielleicht ein Theater wurden nun errichtet. Im zweiten und dritten Jahrhundert hatte der Ort seine Blütezeit. Das Bad und der Tempel wurden mehrmals um- und ausgebaut. Besucher kamen aus vielen Teilen der westlichen Reichshälfte. Ein gewisser Perengrinus kam aus Trier und eine gewisse Rusonia Aventina aus Metz, um Beispiele zu nennen.
Die Wohnstadt lag nördlich des Zentrums, während das Gelände direkt um das Bad und den Tempel unbebaut gewesen zu sein scheint. Dieses Gebiet wurde wahrscheinlich später ummauert. Wohnbauten sind innerhalb des ummauerten Gebietes kaum bezeugt und wurden erst seit dem dritten Jahrhundert errichtet. Zahlreiche Mosaiken und die vielen beschrifteten Grab- und Weihsteine bezeugen einen in Britannien für so eine kleine Gemeinde sonst kaum belegten Wohlstand. Die Stadt wird mit einiger Sicherheit bei dem antiken Schriftsteller Solinus erwähnt, auch wenn er sie nicht namentlich nennt. Nach Solinus, von dem eine Beschreibung diverser Kuriositäten im römischen Reich bezeugt ist, gab es in Britannien heiße Quellen, die luxuriös ausgestattet seien. Über die Quellen wache die Göttin Minerva und in ihrem Tempel gebe es ein immerwährendes Feuer, das niemals zu Asche werde, doch wenn die Flammen gingen, würden sie zu Stein werden.

## Die römische Stadt
Schon in der Mitte des ersten Jahrhunderts n. Chr., mit Beginn der Herrschaft der Römer, scheinen diese ein besonderes Interesse an dem Ort gefunden zu haben. Es wurde wahrscheinlich ein Militärlager errichtet, von dem sich aber keine architektonischen Reste fanden. Nur Waffen, Münzen, aber auch Grabsteine deuten dies an. Die Quellen wurden unter römischer Herrschaft zu einem monumentalen Bad ausgebaut. Die Hauptquelle wurde ummauert und das Wasser kanalisiert. Es entstand eine große Siedlung mit städtischem Charakter. Das ummauerte Stadtgebiet war etwa 9,5 Hektar groß. Außerhalb der Stadtmauer gab es noch umfangreiche Vorstädte mit substanzieller Wohnbebauung.

### Das Bad

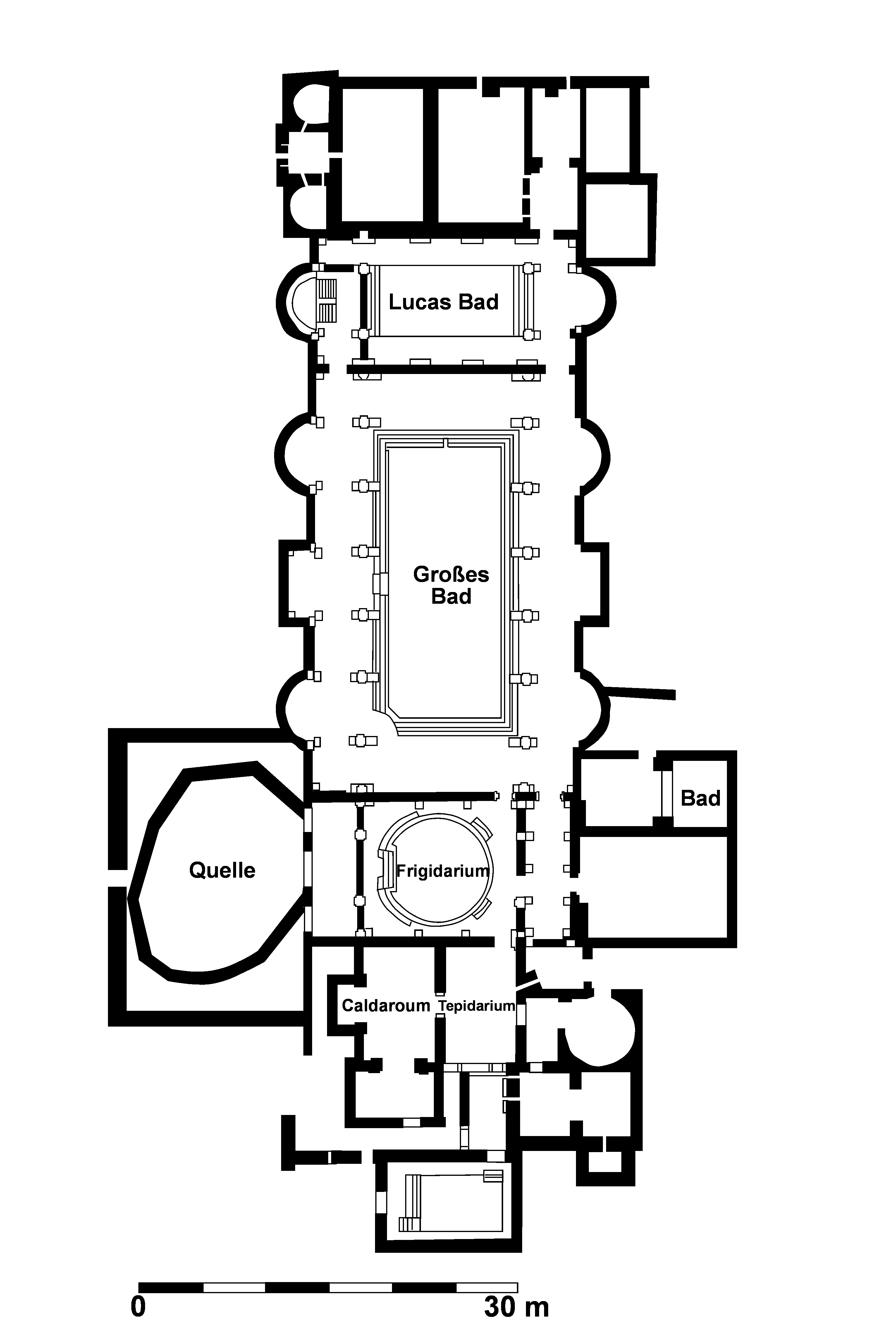
Plan des Bades im vierten Jahrhundert

Am Ende des ersten Jahrhunderts wurde ein großes Badehaus errichtet, das heute noch zum Teil gut erhalten ist. Es wurde im Laufe der Zeit ausgebaut und renoviert und war wahrscheinlich bis im frühen 5. Jahrhundert in Betrieb. Insgesamt können fünf Bauphasen unterschieden werden. Zentrum der Thermen war ein großes Becken, das mit Blei verkleidet war. Das Becken war von Pfeilern umgeben. Östlich und westlich davon befanden sich jeweils ein kleineres Wasserbecken sowie kleinere Räume zum Wechseln der Kleidung oder zu anderen Zwecken.
Schon in der ersten Bauphase ist das Bad aus großen, massiven Steinen erbaut worden, wie es sonst kaum in Britannien bezeugt ist. Die Mittelhalle war in etwa Ost–West orientiert und war 33,2 Meter lang und 20,4 Meter breit. Das Becken in dessen Mitte war 22 Meter lang, 8,8 Meter breit und lag 1,5 Meter tief unter dem Bodenniveau. Die Seiten des Beckens waren an allen Seiten mit Treppen versehen. Das ganze Becken war mit etwa ein bis  zwei Zentimeter dicken Bleiplatten ausgelegt. Die Längsseiten hatten Arkaden mit jeweils acht Säulen. Die Wasserzufuhr erfolgte im Westen über eine Bleileitung, die das Becken direkt mit der nebenan liegenden Quelle verband. In einer zweiten Bauphase wurde der Ostteil des Baues erheblich erweitert, im Frigidarium wurde ein rundes Schwimmbecken eingebaut und der ganze Bereich im Südwesten des Bades wurde ausgebaut. Die Wasserleitung wurde auch neu verlegt. Das Datum dieser Umbauten ist unsicher. Es ist nicht einmal klar, ob sie zur gleichen Zeit stattfanden oder ob es sich nicht eigentlich um mehrere Bauphasen handelte. Das fast identische Mauerwerk dieser Umbauten deutet aber auf einen großen Umbau hin.
Eine dritte Bauphase datiert um die Wende vom zweiten zum dritten Jahrhundert. Teile des Bades wurden erweitert, aber vor allem die Halle des großen Bades erhielt nun ein Tonnengewölbe, das das alte Holzdach ersetzte, das zu dieser Zeit schon hundert Jahre alt gewesen sein muss. In einer vierten Bauphase wurde vor allem der Ostteil des Bades vollkommen umgebaut. Es entstanden mehrere Hallen mit Hypokausten, die auch mit Mosaiken dekoriert waren.

## Die Quelle

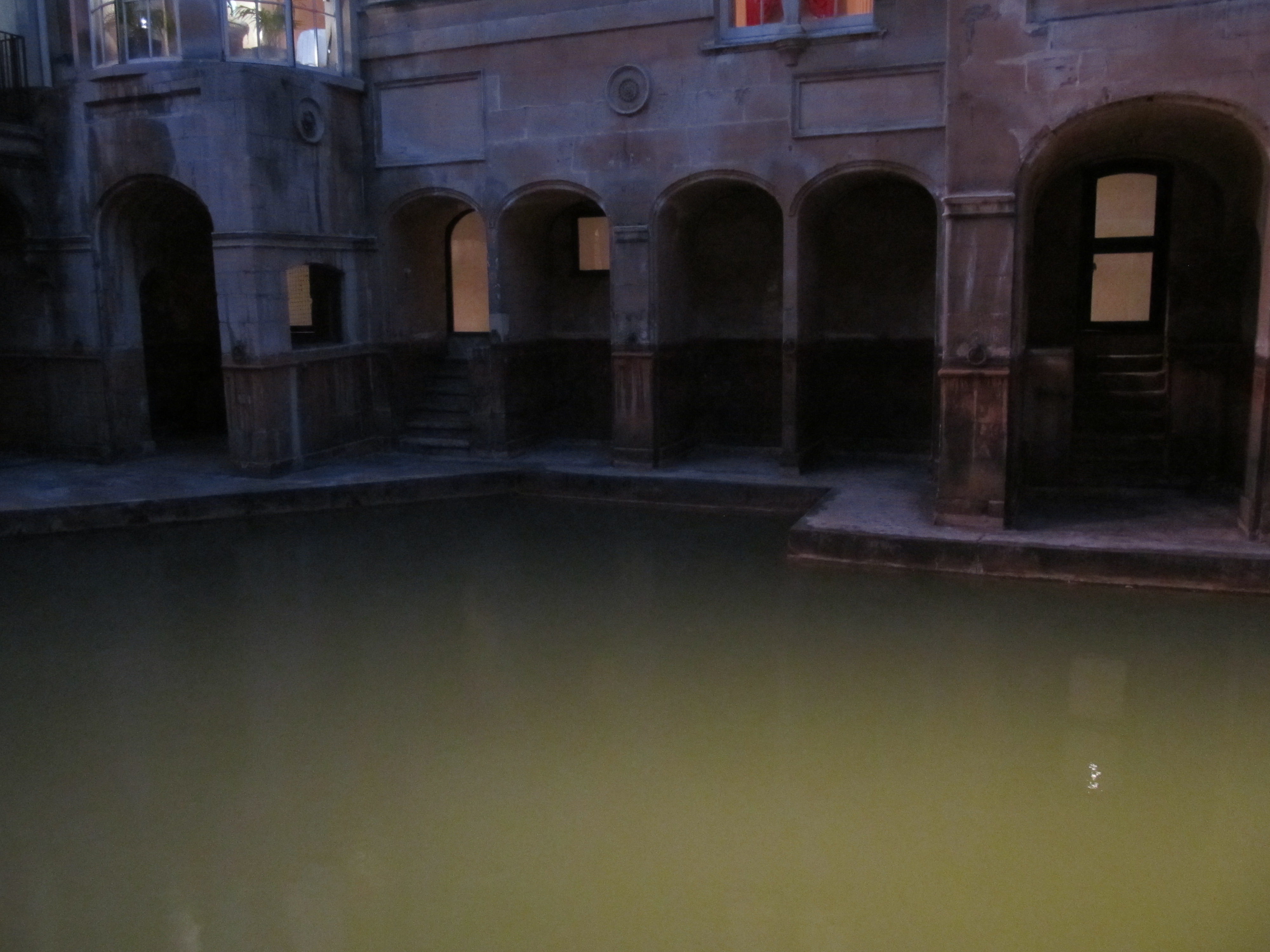
Die Quelle

Die größte heiße Quelle ist in römischer Zeit ausgebaut worden und mit einer Mauer befestigt worden. Darüber wurde dann eine Halle errichtet. Ein Abfluss leitete das Wasser in das Hauptbecken des daneben erbauten Bades. Ein weiterer Abfluss mündet in den nahe gelegenen Fluss. Die Decke der Halle war gewölbt, wobei Teile des gewölbten Mauerwerks nach dem Einsturz der Halle bei Ausgrabungen in der Quelle gefunden wurden. Die Quelle wurde sicherlich auch als heilig angesehen. Hier konnten Besucher des Bades mit Sulis Minerva kommunizieren. Sicherlich aus diesem Grund warfen viele von ihnen Botschaften und Gegenstände in die Quelle. Schwere Objekte sanken dabei sofort an den Grund der Quelle, leichtere Gegenstände sind oftmals durch die Abwasserkanäle geschwemmt worden. Bei den Ausgrabungen 1878 wurden tausende dieser Weihegaben gefunden. Darunter befinden sich wertvolle Stücke wie ein goldener Ohrring oder ein Beutel, der 33 fein geschnittene Gemmen enthielt. Bemerkenswert ist eine Maske aus Zinn, die einst auf ein Holzbrett montiert war und an der Wasseroberfläche geschwommen sein muss. Es fanden sich daneben mehrere Metallgefäße und mehr als zehntausend Münzen, darunter viele aus Silber und vier aus Gold. Von besonderem Interesse sind auch zahlreiche Tafeln aus Zinn, auf denen sich Gebete und Wünsche eingraviert finden. Hier sprachen die Besucher der Quelle direkt zu Sulis Minerva.

## Der Sulis-Minervatempel

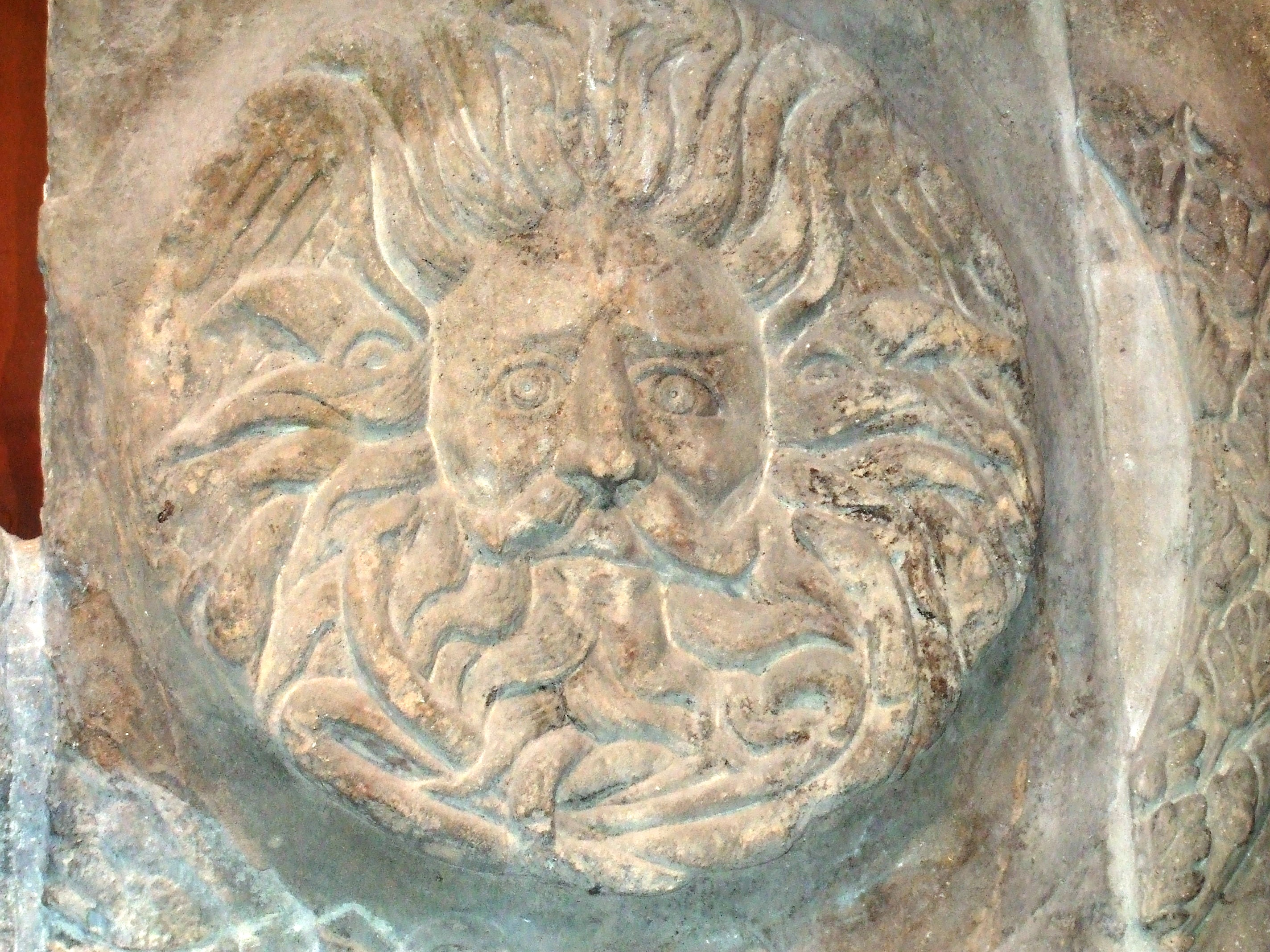
Kopf im Giebelfeld der Tempelfassade

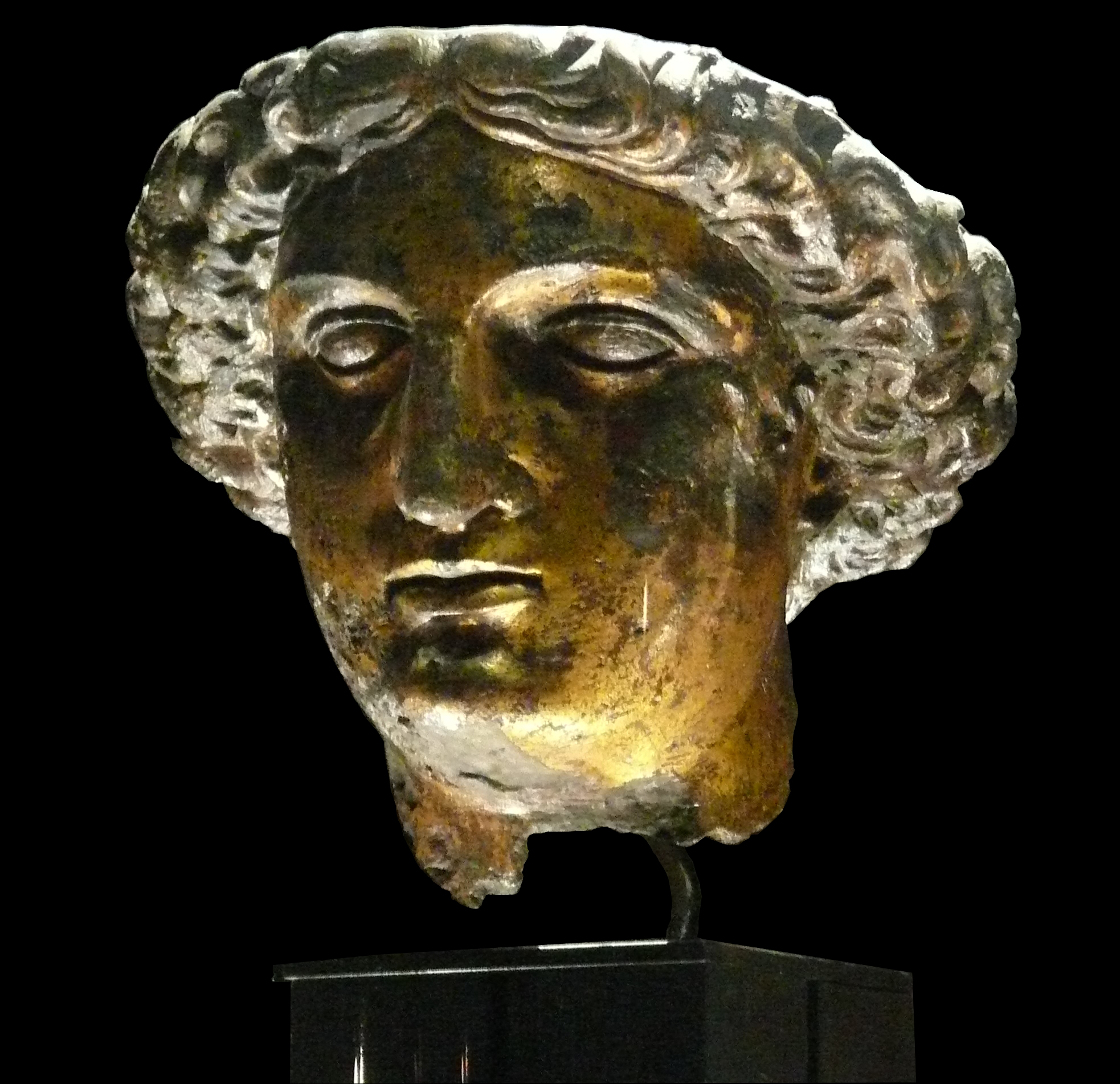
Kopf einer Bronzestatue

Nördlich des Bades und mit diesem verbunden schloss sich ein großer Tempel im klassischen Stil an. Da es nur wenige Tempel im klassischen Stil in Britannien gab, ist dieser von besonderem Interesse. Der Tempel war der keltischen Gottheit Sulis (die wiederum mit Minerva gleichgesetzt wurde) geweiht, die die Schutzgottheit der Quellen war.
Der Tempel stand auf einem Podium, das einst vielleicht 1,80 Meter hoch war, bei Ausgrabungen aber nur noch etwa 1,20 Meter hoch anstand. Es war einst etwa 10 Meter breit und 20 Meter lang. Die Front war nach Osten orientiert. Hier standen vier Säulen, zu denen man über eine große Freitreppe gelangte. Die Säulen hatten korinthische Kapitelle, von denen eins erhalten ist. Das gut erhaltene Giebelfeld des eigentlichen Tempels zeigt eine Gorgone auf einem runden Schild. Der Schild wird von einem floralen Muster gerahmt. Gorgonen sind in der klassischen Mythologie eigentlich weibliche Wesen. Hier ist jedoch eindeutig ein Mann mit einem Vollbart dargestellt.
Der Schild wird wiederum von zwei Viktorien flankiert, die auf Globen stehen. Zwischen Schild und den Viktorien findet sich jeweils ein Helm. Ein Helm hat die Form eines Delfinkopfes, der andere Helm die Form einer Eule. Beide Tiere sind Symbole der Minerva.
Auf beiden Seiten der Treppe wurden später Schreine errichtet, so dass der klassische Eindruck des Baues verloren ging. Der Tempel war von einer Mauer umgeben und stand wiederum in einem auch von einer Mauer eingefassten Bezirk. Im Süden reichte ein Teil der Badeanlagen mit einem runden Wasserbecken in den Tempelbezirk hinein.
Der Kopf einer vergoldeten Bronzestatue, der sich hier bei Ausgrabungen im 18. Jahrhundert fand, mag vielleicht sogar zu der Kultstatue gehört haben.
Der Tempel stand innerhalb eines ummauerten Bezirkes, der 55 × 74 Meter groß war und Kolonnaden hatte.

### Fassade der vier Jahreszeiten

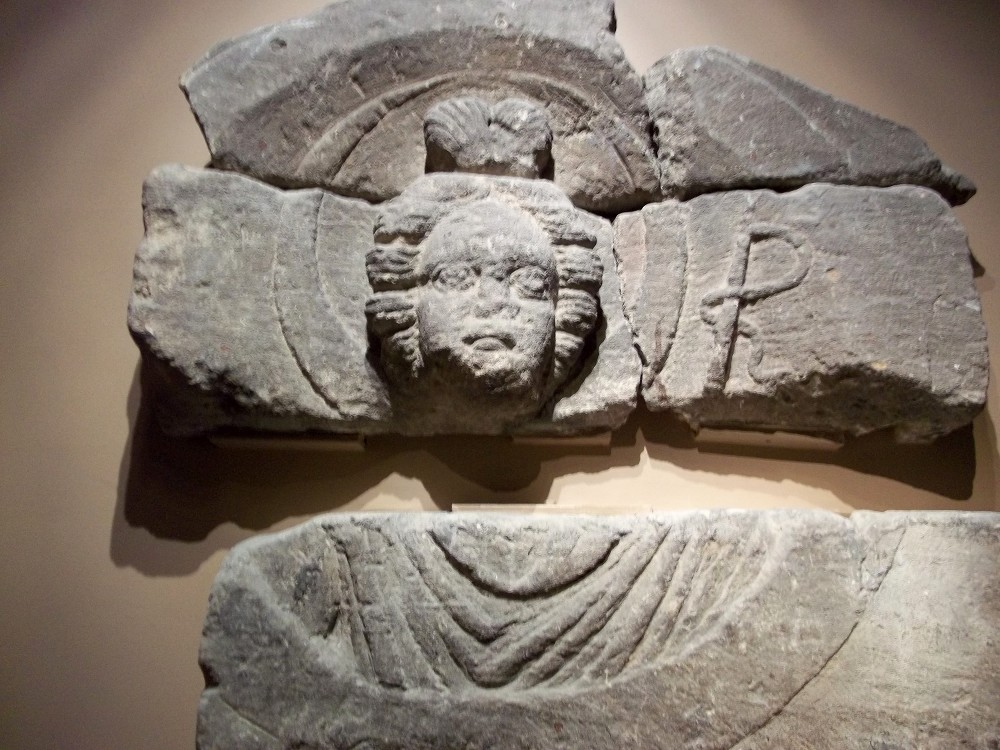
Luna

Bei den Ausgrabungen in Bath fanden sich auch Fragmente und Blöcke von Bauwerken, deren einstiger Standort unbekannt ist. Dazu gehört die Fassade der vier Jahreszeiten. Vierzehn Blöcke fanden sich schon 1790, ein weiterer 1895, zwei im Jahr 1968 und zwei weitere Fragmente im Jahr 1982. Die Fassade war wahrscheinlich mit einer Reihe von sechs kannelierten Pilastern dekoriert, die der Toskanischen Ordnung folgten. Zwischen den Pfeilern gab es jeweils zwei Nischen. In der oberen Nische befand sich die Darstellung einer Eroten mit jeweils den Attributen einer Jahreszeit. Der Frühling hält Blumen, der Sommer eine Kornähre, der Herbst Früchte und der Winter eine Hippe um Feuerholz zu schlagen. Die untere Nische war jeweils mit einer Muschel gekrönt und zeigte eine lebensgroße Figur. Nur von der Figur und dem Eroten des Frühlings ist etwas mehr erhalten und zeigt eine Frau in einem langen Gewand. Sie scheint etwas über der Schulter zu halten. Vielleicht stellt auch sie eine Jahreszeit dar. Direkt über den Eroten gab es jeweils eine Inschrift. Nur die über dem Frühling ist zum Teil erhalten: C. Protacius...deae Sulis Minervae zu Deutsch: Gaius Protacius... der Göttin Sulis Minerva. Über den Säulen gab es eine längere Inschrift, die jedoch nur zum Teil erhalten ist. Darüber befand sich schließlich ein Dreiecksgiebel mit der Büste der Luna im Zentrum. Der einstige Standort des Monuments ist nicht sicher. Es stand vielleicht innerhalb des Tempelbezirkes der Sulis. Hier fanden sich jedenfalls ein Großteil der Fragmente.
Von weiteren Bauten oder Denkmälern, die wahrscheinlich im Tempelbezirk standen, fanden sich oftmals nur einzelne Steinblöcke. Darunter befindet sich ein Relief mit einem Hund und den Resten einer menschlichen Figur, sicherlich Diana bei der Jagd darstellend. Die Qualität des Reliefs ist sehr hoch. Es wurde bei Ausgrabungen 1981 bis 1983 wiederverbaut als Bodenpflasterung gefunden, so dass momentan nichts zum originalen Zusammenhang gesagt werden kann.

### Weitere Bäder
Im Südwesten der Stadt, dicht an der Stadtmauer, konnten zwischen 1864 und 1866 Reste weiterer Thermen ausgegraben werden. Auch hier gibt es heiße Quellen, die offensichtlich auch schon in der Antike genutzt wurden. Vom Bau sind nur Teile ausgegraben worden, so dass der allgemeine Charakter des Baues unklar bleibt. Im Norden wurde eine Ecke eines mit Blei verkleideten Beckens gefunden. Südlich davon gibt es einen Bau mit Apsis und Räumen, die Hypokausten haben.

### Weitere Bauten
Von einem runden Bau fanden sich nur vier charakteristische gerundete Bauteile, die auf beiden Seiten reich mit Bauornamentik dekoriert sind. Die einstige Funktion ist unsicher. Die Teile wurden im Bad gefunden und mögen ein Teil von ihm gewesen sein, können aber auch verschleppt worden sein. Vielleicht handelt es sich sogar um die Reste eines Tholostempel. Es wird vermutet, dass er unter Hadrian erbaut wurde, der im Jahr 122 Britannien besucht hatte.
Etwas nördlich vom Sulis-Minervatempel stand vielleicht ein Theater, von dem bisher aber nur sehr wenige Reste ausgegraben wurden. Das Gelände bildet hier einen Abhang, der besonders gut für ein Theater geeignet wäre. Das Halbrund war einst 68,75 m breit. Die Architekturreste, die einem Tholostempel zugeschrieben werden, mögen zu der Skene des Theaters gehören.

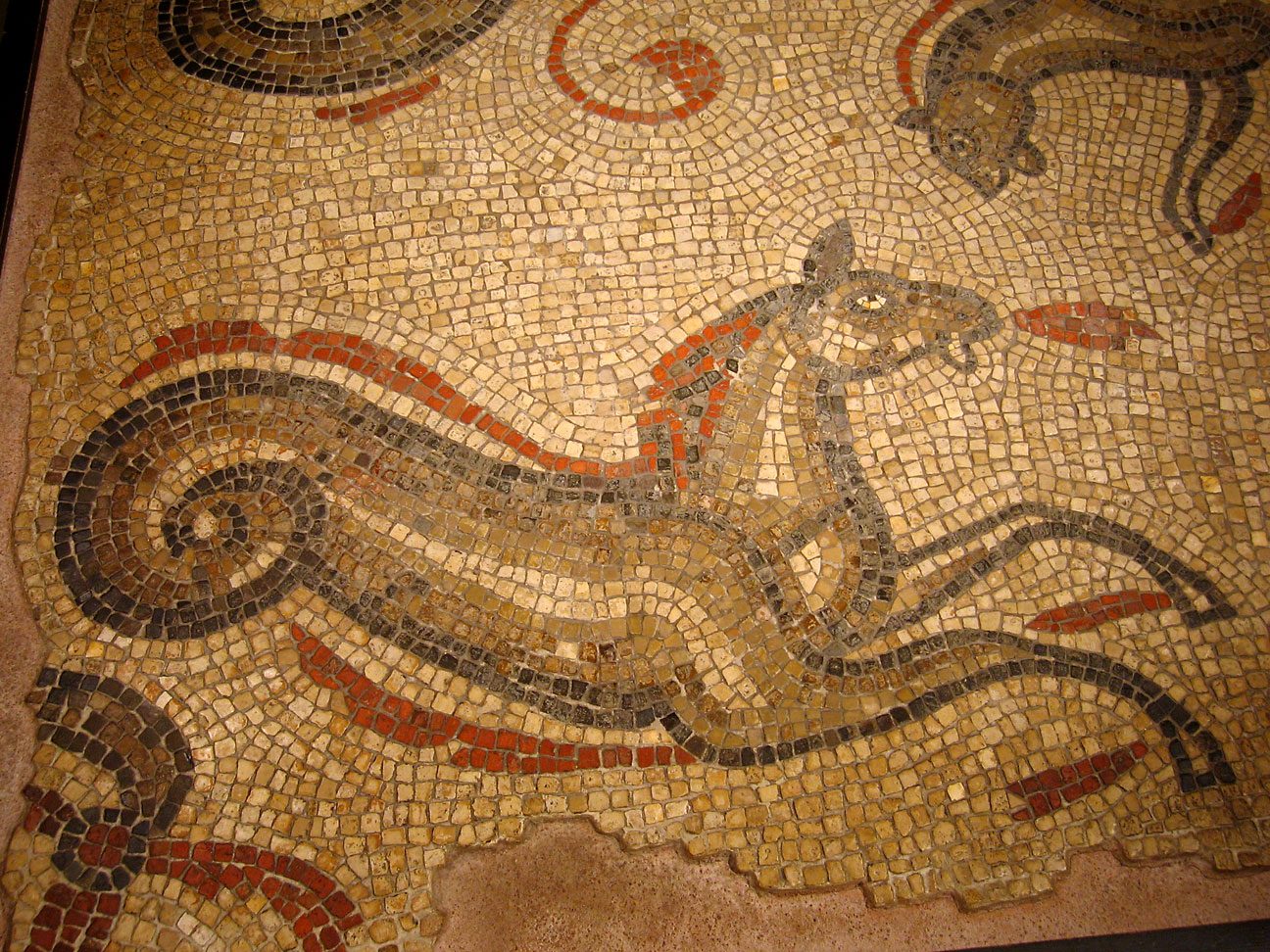
Mosaik

Das Zentrum der Stadt war von einer Mauer umgeben. Innerhalb der Mauer fanden sich Reste eines weiteren Bades und Reste von Wohnbebauung. Diese bestand im ersten Jahrhundert meist aus Holzbauten, wurde im zweiten Jahrhundert aber durch solche aus Stein ersetzt. Es kann mit Unterkünften für Pilger und Besucher von Außerhalb gerechnet werden, doch ist hier erst wenig erforscht worden. Mosaiken belegen immerhin den Reichtum der Stadt. Sie erlebte ihre größte Blüte im vierten Jahrhundert. Bisher sind 15 Mosaiken oder Reste von ihnen gefunden worden. Es handelt sich meist um geometrische Mosaiken, die oftmals bei Bauarbeiten zu Tage kamen und
deshalb zum Teil nur aus alten Beschreibungen bekannt sind. Einer der frühesten besser dokumentierten Böden wurde 1738 beim Bau des Mineral Water Hospitals entdeckt. Die Befunde wurden für diese Zeit relativ gut dokumentiert. Das Mosaik zeigt ineinander greifende Kreise. Ein weiteres Mosaik wurde hier später gefunden und zeigt stilisierte Blumen innerhalb von Achtecken. Ein Mosaik bei Abbey Green wurde 1981 beim Ausbau eines Kellers ausgegraben und datiert ins zweite Jahrhundert. Größere Böden fanden sich 1864 beim Royal United Hospital und 1897 bei der Weymouth House School. Es handelt sich jeweils um geometrische Mosaiken. Drei weitere Reste fanden sich im Bad und zierten die Apsiden und einen Durchgang. Ein Boden, der 1859 beim Bau der Blue Coat School gefunden wurde zeigt drei Meerestiere. Es handelt sich um einen Delfin, ein Seepferd und eine Seekatze (Fabelwesen, Mischung aus Katze und Fisch). Es ist bisher das einzige Mosaik in der Stadt mit figürlichen Darstellungen. Vor allem das Gebiet innerhalb der Mauern war zu dieser Zeit dicht bebaut.
Außerhalb der Stadtmauern gibt es weitere umfangreiche Reste römischer Bebauung. Es fanden sich reich ausgestattete Wohnbauten entlang der Straßen. Hier wurden auch Werkstätten vermutet. Die Häuser bestanden zunächst aus Holz und sind im zweiten Jahrhundert durch solche aus Stein ersetzt worden. In einem Haus fanden sich auch Reste, die eventuell einen Hausschrein darstellen. Bei den Hausresten wurde auch eine kleine Kalksteinbüste gefunden.

## Inschriften

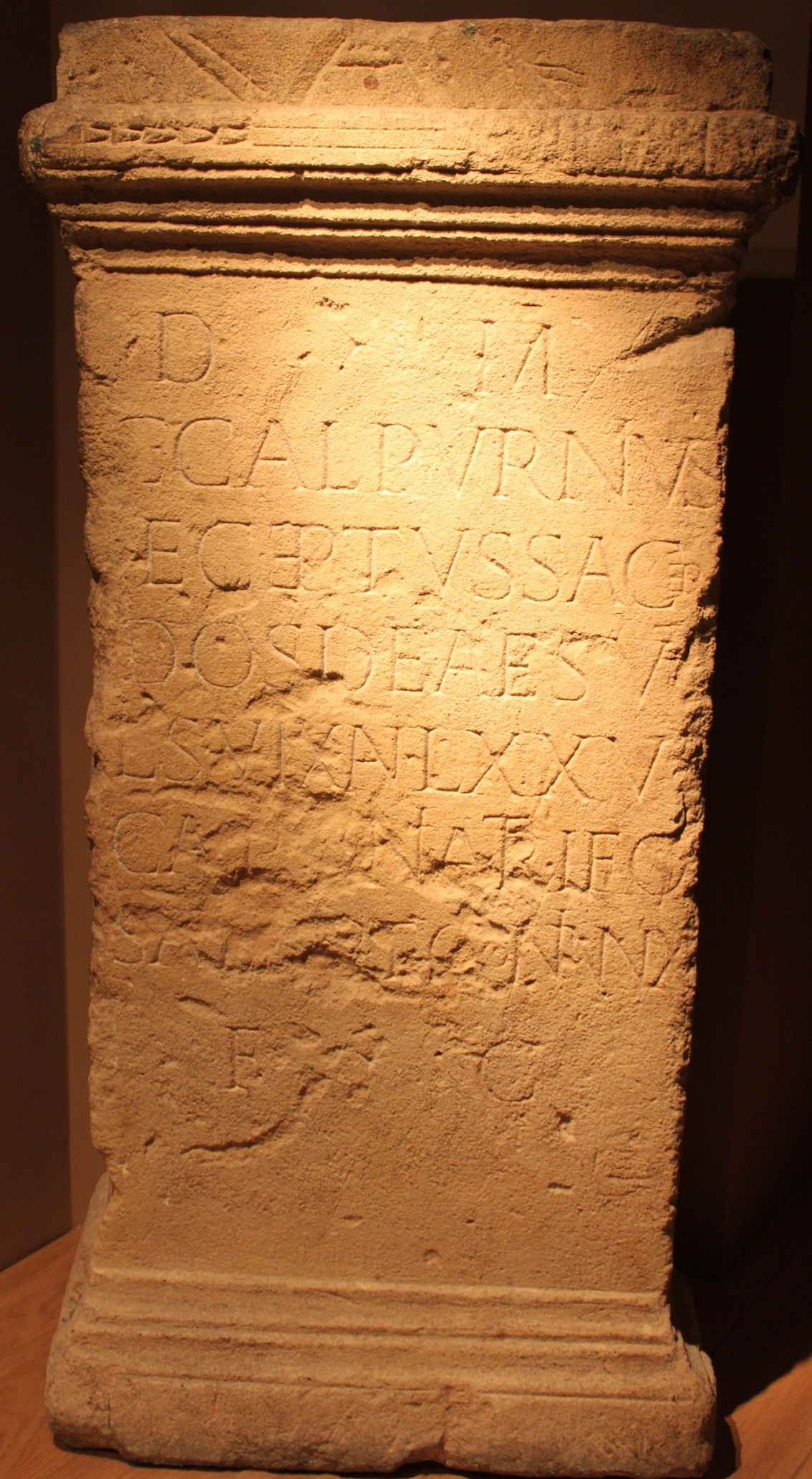
Grabstein des Gaius Calpurnius Receptus

Aus der Stadt stammen zahlreiche Inschriften, die ihre überregionale Bedeutung belegen. Die frühsten Inschriften sind Grabsteine von Soldaten, die in dem hier vermuteten Lager stationiert waren. Lucius Vitellius Tancinus war z. B. ein spanischer Reiter, der im Alter von 46 starb.
Viele Inschriften stammen von Pilgern, die die Quellen und das Heiligtum besuchten. Darunter ist die Inschrift des Sulinus, eines Bildhauers, zu nennen. Besonders viele Namen fanden sich auf Bleitafeln mit Weiheinschriften, die in die Quellen geworfen wurden.
Von einem Grabstein ist auch Gaius Calpurnius Receptus bekannt, der Priester der Sulis war. Er wurde 75 Jahre alt. Er ist der einzige mit Namen bekannte Priester der Göttin. Seine Gattin Calpirnia Trifosa weihte den Grabstein. Sie war ursprünglich seine Sklavin. Ein anderer Tempelangestellter war Lucius Marcius Memor, der von einer beschrifteten Statuenbasis bekannt ist und Haruspex war.

## Weitere Funde
2007 wurde bei einer archäologischen Ausgrabung unweit der Bäder ein 30.000 Silbermünzen umfassender Schatz entdeckt, der zu den größten Funden römischer Münzen im Vereinigten Königreich gehört. Insgesamt 17500 Münzen kamen zu Tage, die einst in acht Ledersäcken in einer Kiste lagen. Sie waren dort nach ihrem Silbergehalt sortiert. Die letzten Münzen datieren um 270, was sicherlich in etwa dem Zeitpunkt entspricht, da sie versteckt wurden.

## Übergang zum Mittelalter
Im vierten Jahrhundert trat der Avon wiederholt über seine Ufer und überschwemmte Teile der Stadt. Vor allem der Badekomplex wurde davon betroffen. Der Boden des Tempelbezirkes wurde von Sand und Abfall aus anderen Teilen der Stadt bedeckt. Trotzdem scheint es weiterhin eine Besiedlung gegeben zu haben. Erst für 577 wird die Eroberung der Stadt durch die Angelsachsen berichtet.